# Lijst van schilderijen in het Rijksmuseum Amsterdam/Ua-Um
Lijst van schilderijen in het Rijksmuseum Amsterdam met werken van schilders van wie de achternaam begint met de letters Ua t/m Um. Vermeldingen in het grijs geven aan dat het werk geen deel meer uitmaakt van de collectie van het Rijksmuseum, bijvoorbeeld omdat het in bruikleen gegeven is aan een andere instelling of omdat het teruggegeven is aan de bruikleengever.
| Inventarisnummer | Toeschrijving                        | Titel                                                  | Datering  | Afbeelding |
| ---------------- | ------------------------------------ | ------------------------------------------------------ | --------- | ---------- |
| SK-A-419         | Jacob van der Ulft                   | Italiaans havengezicht en Italiaans stadsgezicht       | 1650-1689 |            |
| SK-A-420         | Jacob van der Ulft                   | Italiaans havengezicht en Italiaans stadsgezicht       | 1650-1689 |            |
| SK-A-720         | Jacob van der Ulft                   | Italiaans marktplein                                   | 1650-1689 |            |
| SK-A-1916        | Toegeschreven aan Jacob van der Ulft | De Dam te Amsterdam met het nieuwe stadhuis in aanbouw | 1652-1689 |            |